# Marcel Kollen
Marcel Kollen, né le 14 septembre 1912 à La Foa et mort pour la France le 1er juin 1942 à Rotonda-Signali, est un militaire et résistant français, Compagnon de la Libération. Au début de la seconde guerre mondiale, il choisit de se rallier à la France libre. Il combat alors au sein des forces françaises libres en Libye où il est tué lors de la bataille de Bir Hakeim.

## Biographie

### Jeunesse et engagement
Marcel Kollen naît à La Foa, en Nouvelle-Calédonie, le 14 septembre 1912. Après ses études, il devient employé de banque à la caisse d'épargne coloniale.

### Seconde Guerre mondiale
Refusant l'armistice du 22 juin 1940, il s'inscrit au comité de la France libre de Michel Vergès et participe au ralliement de la Nouvelle-Calédonie au général de Gaulle le 19 septembre 1940. En octobre suivant, 600 volontaires en provenance de Polynésie et de Nouvelle-Calédonie forment le corps expéditionnaire du Pacifique, commandé par Félix Broche, au sein duquel Marcel Kollen et son frère s'engagent comme soldats. Embarqué le 5 mai 1941 sur le paquebot Zealandia, il débarque en Australie pour une période d'entraînement puis arrive en Palestine où le corps expéditionnaire prend le nom de bataillon du Pacifique et est intégré à la 1re Brigade française Libre Indépendante (1re BFL) du général Kœnig.
Engagé dans la guerre du désert avec son unité, Marcel Kollen participe à la prise du Col d'Halfaya puis s'installe en février 1942 sur l'oasis de Bir Hakeim où la 1re BFL relève une unité britannique et construit des retranchements. Le 27 mai suivant, la division Ariete italienne déclenche la bataille de Bir Hakeim en attaquant les positions françaises. Le soldat Kollen et son unité résistent aux premiers assauts. Le 1er juin, le bataillon du Pacifique est envoyé en reconnaissance à proximité de l'oasis, dans le secteur de Rotonda-Signali. Il est alors attaqué par l'aviation allemande. Au cours du bombardement, Marcel Kollen est tué alors qu'il portait secours à un compagnon blessé. Il est inhumé au cimetière de Rotoanda-Signali.

## Décorations
|  |  |  |
|  |  |  |

| Chevalier de la Légion d'honneur    | Chevalier de la Légion d'honneur | Chevalier de la Légion d'honneur | Compagnon de la Libération À titre posthume, par décret du 29 mars 1943 | Compagnon de la Libération À titre posthume, par décret du 29 mars 1943 | Compagnon de la Libération À titre posthume, par décret du 29 mars 1943 | Croix de guerre 1939-1945 Avec une palme | Croix de guerre 1939-1945 Avec une palme | Croix de guerre 1939-1945 Avec une palme |
| Médaille de la Résistance française |                                  |                                  |                                                                         |                                                                         |                                                                         |                                          |                                          |                                          |

## Hommages
- À La Foa, son nom est inscrit sur le monument aux Morts de la commune[5].
- À Nouméa, son son figure également sur le monument aux Morts[6].